# Pedraces
Pedraces (Pedratsches in tedesco, Pedraces in ladino) è una località turistica italiana, sede municipale del comune di Badia (Val Badia, Trentino-Alto Adige), popolata prevalentemente da abitanti che parlano la lingua ladina. Insieme alla località di San Leonardo, situata sulla riva opposta del torrente Gadera, forma la frazione di Badia, che dà il nome al comune e alla valle.
Il centro è attraversato dalla Strada statale 244 della Val Badia da nord a sud.
Pedraces è situata ai piedi del Sasso della Croce ed è un'importante stazione sciistica, frequentata dal turismo invernale ed estivo.